# Otto Hermann Kahn
Pour les articles homonymes, voir Kahn.
Otto Hermann Kahn (né à Mannheim, grand-duché de Bade, le 21 février 1867 et mort à New York, États-Unis, le 29 mars 1934) était un banquier d'investissement américain d'origine allemande. Mise à part son activité professionnelle il fut aussi un philanthrope, un collectionneur et un protecteur des Arts.

## Biographie
En 1917, Kahn renonça à sa nationalité allemande et devint un citoyen américain. Après 1920, et conjointement avec Félix Warburg, il reprit la banque Kuhn, Loeb & Co.
Féru d’art lyrique, il fut le président du Metropolitan Opera et un mécène généreux. Très francophile, il finança le Théâtre Français de New York, où vint jouer la troupe du Vieux-Colombier de Jacques Copeau et Louis Jouvet. Sous le patronage du ministère français des Beaux-Arts, il créa et présida un Comité Franco-Américain qui finança le séjour d’artistes français en Amérique. Il fut en particulier le soutien de la cantatrice Georgette Leblanc et lui permit de réaliser le film L'Inhumaine.
Il est le frère du compositeur Robert Kahn.

## Ouvrages
- High finance (1916) [lire en ligne]
- Art and the People (1916) [lire en ligne]
- Prussianized Germany. Americans of Foreign Descent and America's Cause (1917) [lire en ligne]
- The War and Business (1917) [lire en ligne]
- The New York stock exchange and public opinion (1917) [lire en ligne]
- Taxation: A Letter (1918)
- Right Above Race (1918) [lire en ligne]
- Poison Growth of Prussianism (1918) [lire en ligne]
- The Menace of Paternalism (1918)
- When the Tide Turned (1918)
- Frenzied Liberty (1918) [lire en ligne]
- The Common Cause: Britain's Part in the Great War (1918)
- Some Comments on War Taxation (1918) [lire en ligne]
- Suggestions Concerning the Railroad Problem (1919)
- Let Us Reason Together (1919)
- Two Years of Faulty Taxation (1920)
- Our Economic and Other Problems: A Financier's Point of View (1920)
- Reflections of a Financier - A Study of Economic and Other Problems (1921) [lire en ligne]
- The Value of Art to the People (1924)
- The Myth of American Imperialism (1924)
- Of Many Things; Being Reflections and Impressions on International Affairs, Domestic Topics and the Arts (un recueil d'essais et de discours, 1926)